# Villefontaine
 Villefontaine  es una población y comuna francesa, en la región de Ródano-Alpes, departamento de Isère, en el distrito de La Tour-du-Pin. Es el chef-lieu del cantón de Isle-d'Abeau.

## Demografía
| 345 | 264 | 322 | 509 | 519 | 521 | 505 | 541 | 504 | 462 | 459 | 451 | 418 | 409 | 414 | 408 | 412 | 414 | 392 | 345 | 432 | 450 | 509 | 455 | 395 | 398 | 467 | 452 | 1 694 | 9 719 | 16 171 | 17 766 | 18 721 |
| Para los censos de 1962 a 1999 la población legal corresponde a la población sin duplicidades (Fuente: INSEE [Consultar]) |     |     |     |     |     |     |     |     |     |     |     |     |     |     |     |     |     |     |     |     |     |     |     |     |     |     |     |       |       |        |        |        |